# Camembert, Orne
Camembert là một xã trong tỉnh Orne, thuộc vùng hành chính Normandie của nước Pháp, có dân số là 197 người (thời điểm 1999). Xã nổi tiếng do có loại phó mát Camembert hình thành tại đây, tương truyền do bà Marie Harel chế biến ra năm 1791.

## Nhân khẩu học
| 1962 | 1968 | 1975 | 1982 | 1990 | 1999 | 2005 |
| ---- | ---- | ---- | ---- | ---- | ---- | ---- |
| 160  | 197  | 176  | 177  | 184  | 197  | 216  |